# Peștera Izvorul Tăușoarelor
Peștera Izvorul Tăușoarelor este o peștera de mari dimensiuni situată în Munții Rodnei, Județul Bistrița-Năsăud

## Drum de acces
Se poate ajunge la peșteră pe traseul: 
- Bistrița-Năsăud-Salva-Telciu-Valea Telcișorului-peșteră.
- Bistrița-Năsăud-Rebrișoara-Valea Gersa-Izvorul Tăușoarelor-peșteră.
- Bistrița-Năsăud-Rebrișoara-Rebra-Parva-Valea Izvorul Bârlei-peșteră.

Cu mijloace auto se poate ajunge până în Telciu, Gersa și Parva.

## Istoric
A fost descoperită de învățătorul Leon Barte în 1955 și explorată în valuri succesive de atunci, peștera ajungand una din cele mai lungi si denivelate din România.

## Descriere
Intrarea în peșteră se află la altitudinea de 950m. Se deschide în versantul stâng al pârâului Izvorul Tăușoarelor, pe partea nordică a vârfului Bașca, în bazinul superior al râului Gersa. Face parte din complexul carstic Tăușoare - Zalion (monument al naturii). Este dezvoltată în calcare eocene și prezintă o morfogeneză prin excelență tectonică.
Peștera este una de mare dificultate, și asta nu atât verticalelor ei, puține și ușor de depașit, cât denivelării mari și lungimii galeriilor. Este o peșteră epuizantă, care necesită o foarte bună programare a turelor și o bună condiție fizică. Rezervație științifică a Academiei Române, descoperită de învățătorul Leon Barte în 1955 și explorată în valuri succesive de atunci, peștera ascunde câteva minunății rare sau chiar unice. Printre acestea, depozitul fosilifer din Sala Oaselor de Urs, mirabilitul din Sala de Mese, oulofolitele din Galeria gipsului, și, mai cu seamă, Bilele de Tăușoare, unice, din câte știm noi, pe plan mondial. Recent a fost descoperită o cascadă de 15 m. Peștera este închisă și este inchisa turismului. 